# Фицрој Маклејн
Фицрој Маклејн (енгл. Sir Fitzroy MacLean; Каиро, 11. март 1911 — Хертфорд, 15. јун 1996) био је шкотски (британски) официр, писац и политичар.

## Биографија
Фицрој Маклејн је био пријатељ и човек од поверења британског премијера Черчила којег је Черчил са само 36 година унапредио у бригадног генерала, и упутио у Југославију „да открије ко убија највише Немаца да би им помогли да их убијају још више“. Бригадир Фицрој Маклејн је у Другом светском рату од 1943. године био шеф британске војне мисије код Врховног штаба НОВ и ПОЈ. Иако су Черчилове симпатије иницијално биле на страни Михаиловића и југословенске краљевске владе у Лондону, британска обавештајна служба је дошла до закључка да се у Југославији партизани много озбиљније боре против фашиста него четници, након чега су Савезници почели да их помажу.
Усмено сам (г. Идну) поновио моје главне закључке: да је партизански покрет од несхватљиво већег значаја но што се то сматра изван Југославије; да њиме сасвим недвосмислено руководе комунисти и да је чврсто оријентисан ка Москви; да је као покрет отпора веома ефикасан и да се његова ефикасност може знатно повећати уз савезничку помоћ; али, независно од тога да ли ћемо им пружити помоћ или не, Тито и његови следбеници имаће одлучујући утицај у Југославији после ослобођења.
Фицрој Маклејн је заједно са партизанима био на разним ратиштима широм Југославије. Одиграо је значајну улогу у проширивању веза између савезника и НОВЈ у погледу признања, снабдевања, опремања, евакуације цивила и рањеника и ваздушне подршке. Између осталог, са члановима своје мисије, стигао је у Београд у току операција за његово ослобађање 1944. 6. јануара 1945. маршал Југославије Јосип Броз и шеф британске војне мисије Фицрој Маклејн су склопили споразум о успостављању ваздухопловне базе код Задра за потребе савезничког ваздухопловства у борби против немачких снага. Фицрој Маклејн је гајио јаку емотивну везу са Црном Гором, о чему је једном приликом рекао: „Ако бих се икада поново родио, поред Шкотске, желио бих да живим и у Црној Гори, и да ме најтежим тренуцима живота бране Црногорци”.
Своја сећања из Другог светског рата са подручја бивше Југославије објавио је у књизи Рат на Балкану. Написао је и неколико дела о Титу. Посљедња књига о југословенском лидеру, „Илустрована биографија председника Тита”, објављена годину дана после Титове смрти.

## Занимљивости
Према неким наводима, Маклејн је, уз друге личности, послужио као узор за лик Џејмса Бонда.